# Jean-Louis Murat
Pour les articles homonymes, voir Murat et JLM.
Jean-Louis Murat, né le 28 janvier 1952 à Clermont-Ferrand (Puy-de-Dôme) et mort le 25 mai 2023 à Orcival (Puy-de-Dôme), est un auteur-compositeur-interprète français.

## Biographie

### Jeunesse et formation
De son vrai nom Jean-Louis Bergheaud, Jean-Louis Murat naît le 28 janvier 1952 à Clermont-Ferrand,,, d'un père charpentier-menuisier, par ailleurs musicien amateur, et d'une mère couturière. Son prénom lui vient d'un ancêtre caporal mort pour la France le 8 août 1918, lors de la Première Guerre mondiale. Il passe la plupart de son temps dans la ferme isolée de ses grands-parents paternels , chemin du creux (aujourd'hui dans le parc Fenestre) dans la ville thermale de La Bourboule.
Solitaire et introverti, Jean-Louis présente dès son plus jeune âge certains dons pour la musique et pour beaucoup d'instruments. Cela le mène à sept ans à l'harmonie municipale dont s'occupe son père. Avec la fanfare municipale, il joue du tambour puis du cornet à pistons. Il apprend le saxophone dans la classe de vents du conservatoire de Clermont-Ferrand, où il développe également son goût pour le chant. À neuf ans, on lui offre un dictionnaire Larousse pour Noël, à l'aide duquel il écrit des poèmes.
En 1962, au collège, un professeur d'anglais d'origine arménienne, M. Houlouhodjian, lui fait découvrir les musiques soul et jazz. Il les avait découvertes en vingt ans passés dans le sud des États-Unis, où il aurait rencontré plusieurs artistes dont Louis Armstrong. Il l'emmène à l'opéra de Clermont-Ferrand et dans les maisons des jeunes et de la culture à la rencontre de plusieurs artistes de blues tels que John Lee Hooker et T-Bone Walker. Grâce à ce professeur et contre l'avis de son père qui souhaitait qu'il devienne plombier, il intègre le lycée Blaise-Pascal de Clermont-Ferrand.
En 1966, l'exploitation de la ferme est abandonnée. Les parents de Jean-Louis divorcent et le père quitte le foyer peu après la naissance de sa petite sœur. Jean-Louis est en première et passe son baccalauréat en candidat libre. Féru de poésie et de littérature romantique et tourmentée comme celles, entre autres, d'Oscar Wilde, d'André Gide, de D. H. Lawrence et de Vladimir Nabokov, il est le premier de sa famille à être titulaire du baccalauréat.
Marié à l'âge de dix-sept ans, il fréquente brièvement l'université de Clermont-Ferrand. En 1970, il part au festival de l'île de Wight en stop. Père d'un garçon à 19 ans, il divorce et quitte tout pour voyager seul et vivre de petits boulots en France et en Europe. Il occupe quelques emplois entre Paris, où il s'essaye au journalisme, et plusieurs villes de vacances (moniteur de ski à Avoriaz ou plagiste à Saint-Tropez). Après une tentative de suicide, il se ressaisit et retourne dans son village en 1977 pour se consacrer pleinement, à 25 ans, à la musique.

### Des débuts difficiles
Jean-Louis fonde alors avec des amis clermontois le groupe de rock Clara, dont il est chanteur-auteur-compositeur et joue du saxophone et de la guitare. William Sheller les remarque et les invite à faire quelques-unes de ses premières parties, puis les emploie comme musiciens durant un temps.
Le groupe se sépare et, grâce à Sheller, Jean-Louis Murat — qui a choisi son pseudonyme aussi bien en référence au village de Murat-le-Quaire dans lequel il a vécu qu'au maréchal de Napoléon Ier, Joachim Murat — enregistre en 1981, à 28 ans, un maxi 45 T de trois titres , Suicidez-vous, le peuple est mort, chez Pathé-Marconi EMI avec le directeur artistique Claude Dejacques, avec une photo en noir et blanc de Jean-Baptiste Mondino pour la pochette afin d'illustrer un morceau qui sera finalement censuré ; la critique le remarque en partie grâce au titre mais les ventes ne décollent pas, la station de radio Europe 1 censure le morceau qui pourrait, d'après eux, pousser au suicide certains jeunes auditeurs sensibles.
Suivent, en 1982, un mini-album éponyme de six titres sous le nom de Murat, enregistré avec Michel Zacha, ingénieur du son de nombreux artistes et groupes rock de l'époque (comme Starshooter et Jacques Higelin) et un album en 1984, Passions privées ; mais les ventes sont toujours au plus bas (quelque 2 000 exemplaires) et après une tournée avec Charlélie Couture, sa maison de disques ne poursuit pas l'aventure. Il a alors la trentaine.

### Amorce de reconnaissance
En 1985, Jean-Louis Murat fait quelques enregistrements avec CBS mais aucun disque n'est publié ; l'année d'après, il enregistre chez Virgin le 45 tours Si je devais manquer de toi qui paraît en 1987. Celui-ci rencontre alors un certain succès auprès du public français, permettant au chanteur de connaître enfin, à plus de trente-cinq ans, un début de reconnaissance. Succès confirmé par les ventes de l'album studio paru en 1989, intitulé Cheyenne Autumn, enregistré à Londres et qui contient d'autres titres appelés à connaître eux aussi un certain écho (L'Ange déchu, Te garder près de moi), même si aucun n'atteint encore le Top 50.
Ce début de notoriété lui vaut d'être remarqué par le milieu du cinéma. Jean-Louis Murat apparaît ainsi en 1990 dans un film de Jacques Doillon, qui lui offre un rôle dans La Vengeance d'une femme, auprès d'Isabelle Huppert et de Béatrice Dalle.

### Confirmation du succès

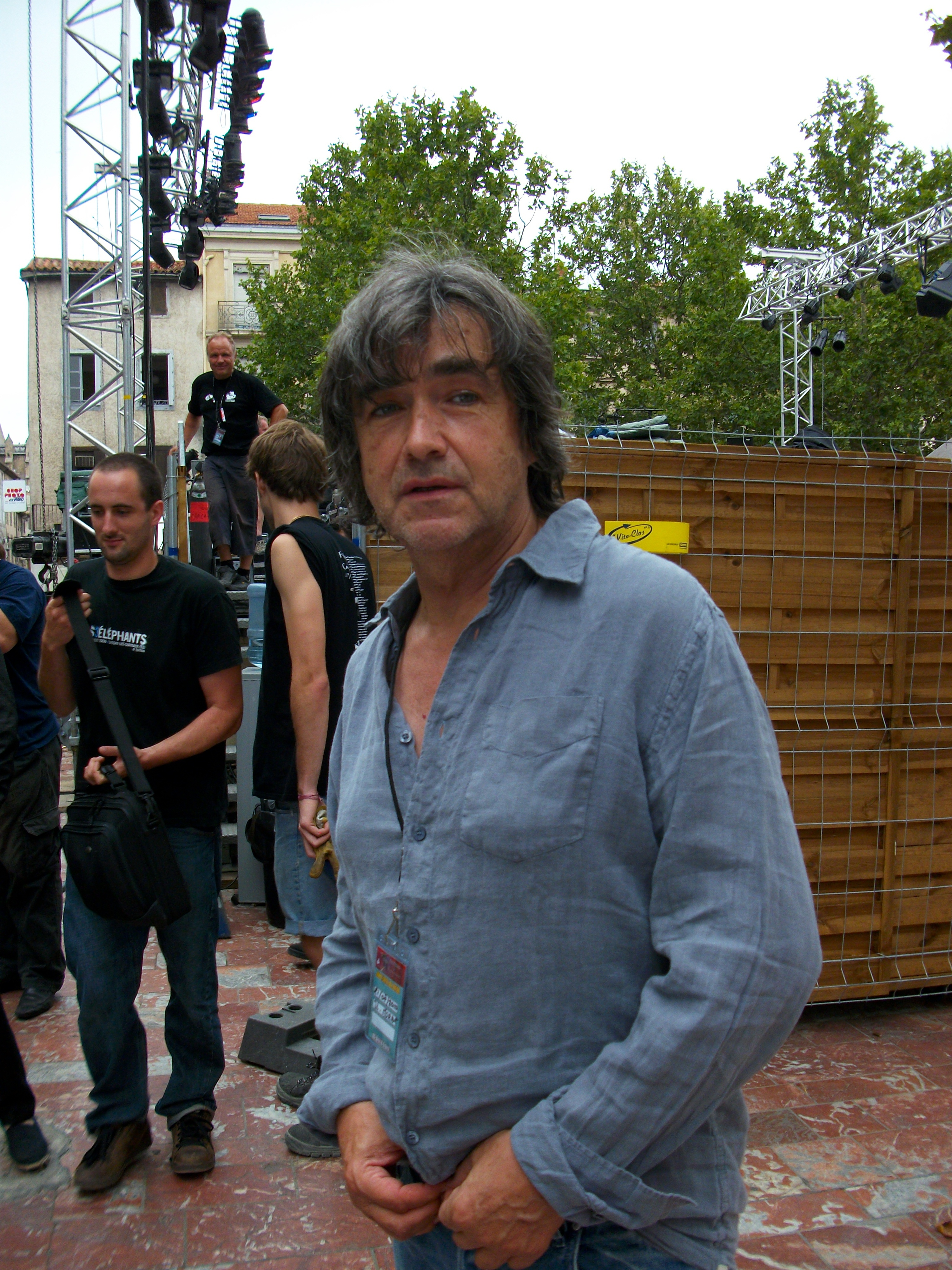
Jean-Louis Murat au festival de Carcassonne en 2010.

Le single Regrets (un duo avec Mylène Farmer) le fait réellement connaître auprès d'un large public fin 1991, alors qu'il est à l'aube de la quarantaine (3e au Top 50 et plus de 300 000 copies vendues, et 2e en Belgique francophone, où le chanteur acquiert une renommée durable). À cette époque paraît l'album studio Le Manteau de pluie. Ses extraits Col de la Croix-Morand  et Sentiment nouveau remportent un succès important ; Sentiment nouveau entre dans le Top 50 au printemps 1992, une première pour l'artiste en tant que chanteur solo. Depuis cette période, ses albums intègrent régulièrement le Top 20 français ainsi que les classements en Belgique francophone.
Viscéralement attaché à l'Auvergne où il réside, il puise dans la nature et la campagne son inspiration poétique. Il compose le générique de l'émission télévisée Montagne, diffusée sur la chaîne française FR3, dont il est à plusieurs reprises l'invité.
Jean-Louis Murat écrit, produit et édite ses albums à un rythme soutenu ; se succèdent ainsi Vénus en 1993, Dolorès en 1996, Mustango en 1999. De longues tournées suivent, caractérisées par un vrai travail musical, aucune ne ressemblant à la précédente. En écho à celles-ci sont publiés des disques live comme Murat live en 1995, Live in Dolorès en 1996 ou Muragostang en 2000. Et pour l'aider dans cette tâche de créativité et coordonner l'ensemble des déplacements, l'artiste aime s'entourer de sa famille et de proches.
Côté cinéma, il apparaît en 1994 dans J'ai pas sommeil de Claire Denis et en 1996 dans Mademoiselle Personne, aux côtés notamment d'Élodie Bouchez et de Romain Duris ; en fait, il est à l'origine de ce long-métrage (dont la diffusion restera cependant limitée) qui se présente comme un film musical (réalisé par Pascale Bailly), dont il composera la bande originale.
En 2011, Grand Lièvre est un peu boudé par certains critiques, mais le journal Le Soir lui attribue le titre de « personnalité de l'année » pour ce disque. C'est le début d'un cycle d'écriture pour Murat plus centré sur l'histoire, la mémoire, et la transmission (il dit être soucieux de ce que ses enfants vont entendre), même si l'amour et la sexualité restent présents.
En mars 2013, sort l'album Toboggan.
Murat, qui s'intéresse au bouddhisme, s'engage pour la cause tibétaine,. Il signe un appel demandant qu'une délégation du Comité des droits de l'enfant de l'ONU rende visite à un enfant tibétain en résidence surveillée depuis 1995 en Chine, Gedhun Choekyi Nyima, reconnu comme 11e panchen-lama par le dalaï-lama. Il demande aussi la libération de deux autres prisonniers politiques, la jeune tibétaine Ngawang Sangdrol et l'ethnomusicologue Ngawang Choephel, condamnés respectivement à 21 et 18 ans de prison.
En octobre 2014, paraît l'album Babel enregistré en compagnie du groupe auvergnat de folk-rock The Delano Orchestra. C'est un succès critique et public avec plus de 20 000 albums vendus.

### Dernières années

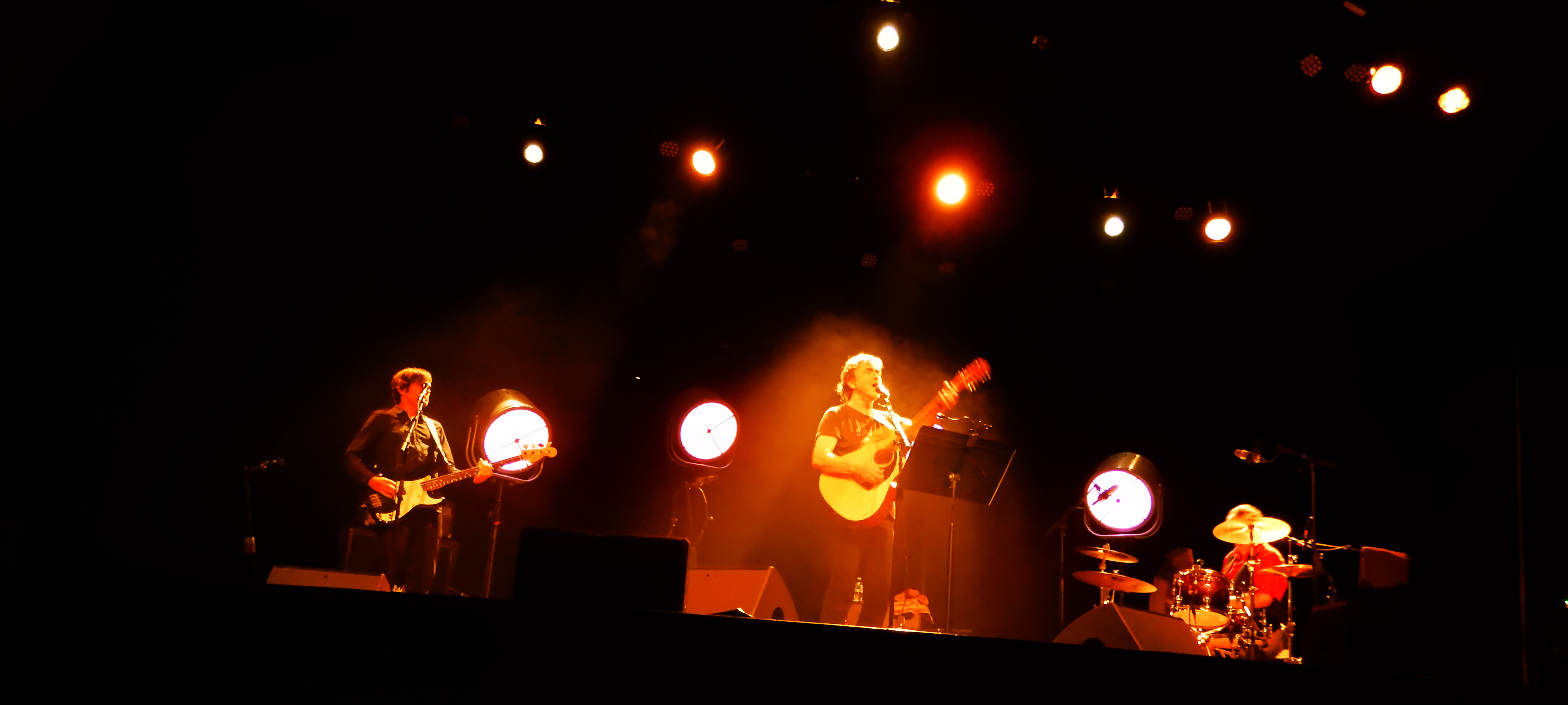
Jean-Louis Murat à Changé en 2019.

Le 16 février 2016, French Lynx, son single, premier titre extrait de l'album Morituri, est disponible sur Internet. L'album paraît le 15 avril 2016. Il connaît moins de succès que le précédent (même s'il entre encore dans le Top 20, en France et en Belgique francophone) et, surtout, il n'est suivi d'aucune tournée pour la première fois depuis Vénus. Jean-Louis Murat dénonce les conditions de tournée qu'on lui proposait et crée une polémique. Il évoque alors l'arrêt de sa carrière.
Murat publie en l'automne 2017 un album studio intitulé Travaux sur la N89 qui est réalisé avec son ancien collaborateur Denis Clavaizolle. Cet album aux sonorités expérimentales - Murat a joué de la démolition en matière de mélodies, de rythmes, du format chanson en général - désarçonne les fans mais est salué par certains critiques.
Le 28 septembre 2018, il publie  son vingtième album studio Il Francese, de facture plus traditionnelle mais toujours aux sonorités électro. Il s'agit du « deuxième étage de la fusée ». Il ne s'agit pas pour autant d'un tournant électro pour l'artiste, qui se dit marqué par les artistes américains Frank Ocean et Kendrick Lamar, : sur scène, Jean-Louis Murat interprète en trio blues/rock ses nouvelles chansons.
En mars 2019, Jean Louis Murat sort l'album Innamorato, composé de 8 titres inédits et 4 titres en live, et publie le single Autant en faire quelque chose, qui s'éloigne des sonorités électro de Frank Ocean, et retrouve le groove et les guitares classiques des albums Babel ou Le Cours ordinaire des choses. Parallèlement, en réponse au mouvement des Gilets jaunes, Jean-Louis Murat publie sur Facebook, chaque samedi, des chansons.
L'album Baby Love paraît le 6 mars 2020. Si les deux premiers singles Troie et Si je m'attendais ne représentent pas véritablement une rupture avec les sonorités électro de ses deux derniers albums studio et mettent en relief une ambiance plutôt pop, la construction et le format des chansons sont plus classiques. Le disque est le récit de sa vie amoureuse (rupture avec sa femme et la rencontre d'une autre personne qu'il chante dans Princess of the Cool). Un autre disque, Baby Love DC (DC pour déconfiné), avec des titres acoustiques, sort à l'automne, au moment où la France se reconfine. La tournée qu'il avait débutée est alors annulée.
Fin 2021, paraît l'album La Vraie Vie de Buck John, dans lequel il rend hommage à son héros de jeunesse ; puis le 26 mai 2023 est publiée la première vraie compilation de l'artiste (intitulée simplement Best of Jean-Louis Murat), mais sa sortie, prévue de longue date, a lieu le jour suivant son décès, paraissant de fait à titre posthume.

### Mort
Jean-Louis Murat meurt le 25 mai 2023 à son domicile de Douharesse, sur la commune d'Orcival, à l'âge de 71 ans des suites d'une embolie pulmonaire due à une phlébite,. Ses obsèques se déroulent à la basilique Notre-Dame d'Orcival et il est inhumé dans le caveau familial au cimetière de La Bourboule, dans le même département.

## Une personnalité peu consensuelle
Dans les médias, Jean-Louis Murat s'est souvent illustré par des propos peu consensuels.
Pour Le Figaro, il s'agit d'« une personnalité singulière qui ne s’embarrasse pas des convenances souvent insipides du métier ». Au Canada, en 2009, La Presse évoque un artiste aux « coups de gueule spectaculaires ». En 2013, un journaliste de Sud Ouest évoque aussi les « coups de gueule sans ménagement » de la part de l'artiste, de même que Paris Match, qui le qualifie en 2013 de « grande gueule au grand cœur ».
« Ça me plaît assez qu'on ne m'aime pas », déclare-t-il au Point en 2011, fustigeant au passage Les Enfoirés. En 2016, n'obtenant pas de date de tournée après la sortie de son album Morituri, il déclare : « C’est la crise, les salles prennent moins de risques et préfèrent programmer des gros cons comme Renaud ou Polnareff ».
« L’animal peut toujours déraper », écrit une journaliste de Télérama qui le rencontre en janvier 2019. Quelques mois plus tard, son caractère impétueux se manifeste à l'occasion de la sortie de son album Innamorato, dans une interview aux Inrockuptibles où il s'en prend au chanteur Johnny Hallyday (« À cause de lui, nous sommes passés pour des tocards pendant cinquante ans »), au groupe PNL (« du niveau du Club Dorothée ») et à Emmanuel Macron (« un vulgaire apprenti, un faux intellectuel et un vrai méchant »),. En avril 2020, dans une interview au magazine Paris Match, Jean-Louis Murat s'en prend à Jean-Jacques Goldman, ainsi qu'à des chanteuses — notamment Angèle — avec des propos dénoncés comme sexistes sur les réseaux sociaux.
Jean-Louis Murat reconnaît qu'il a « un caractère instable, contradictoire […] et imprévisible ». Même à l'égard de son public, Jean-Louis Murat fait preuve d'intransigeance : « Je préfère déstabiliser [les gens], les faire réfléchir, les enthousiasmer ou même les dégoûter. Mais certainement pas les caresser dans le sens du poil, c'est une sorte de démagogie que je n'ai jamais aimée. Souchon, c'est de la chanson démagogique. »

## Musiciens
Sa collaboration avec Denis Clavaizolle marque ses premiers albums d'une empreinte synthétique. Il retravaillera avec lui pour l'album sur Ferré/Baudelaire, sur Travaux sur la N89 en 2017, puis sur l'album Il Francese en 2018.
À partir de 2002, et Le Moujik et sa femme, Jean-Louis Murat travaille avec le bassiste Fred Jimenez (ex- A.S. Dragon, qui deviendra le bassiste de J. Hallyday) et le batteur Stéphane Reynaud. Avec eux, il enregistre aussi Lilith ; il a écrit et composé la chanson Un singe en hiver pour Indochine sur l'album Paradize (2003), le DVD composé de morceaux inédits Parfum d'acacia au jardin (2004), Moscou (2005) et Taormina (2006). L'album de 2011 Grand Lièvre voit leur retour. Sur Le Moujik et sa femme, il enregistre quelques titres avec le batteur Jean-Marc Butty, qui a notamment travaillé avec Venus et PJ Harvey, et tournera avec lui.
En 2004, il écrit les paroles et chante en duo avec la chanteuse américaine Jennifer Charles (Elysian Fields) sur les musiques de Fred Jimenez pour l'album signé Murat, Jimenez, Charles, A Bird on a Poire. Elle a déjà collaboré à Mustango, l'un de ses albums les plus populaires.
Murat a aussi accueilli des collaborateurs prestigieux sur ses disques récents, comme le trompettiste de jazz Stéphane Belmondo, l'arrangeur de cordes des Tindersticks ou la chanteuse Camille, choriste en chef sur Lilith et Parfum d'acacia. L'album Charles & Léo marque le retour aux claviers et arrangements de Denis Clavaizolle, un des principaux artisans de Dolorès (1996). Dans Tristan comme dans Toboggan, Jean-Louis Murat joue de tous les instruments.
Ensuite, il collabore avec The Delano Orchestra, jeune groupe de Clermont-Ferrand, sur Babel. On y retrouve également Morgane Imbeaud (ex-Cocoon) présente sur plusieurs disques (Morituri, Travaux sur la N89…).
En 2015, Murat joue en tournée avec l'Américain Christopher Thomas (basse) et Gael Rakotondrabe (clavier), deux musiciens ayant collaboré avec des artistes prestigieux puis enregistre avec eux l'album Morituri.
Murat écrit également pour d'autres (Françoise Hardy, Isabelle Boulay), et pour de jeunes artistes (Matt Low, Morgane Imbeaud, Eryk e....). il connaît son plus grand succès pour Indochine avec le texte Un singe en hiver puis Karma girls. Il a chanté en duo avec Marie Myriam (qui avait auparavant repris son titre Pars sur l'album Encore), Mylene Farmer, Rose, Chloé Mons ou écrit des musiques de films (notamment pour des films de L. Masson ou Pauline et François).

## Reconnaissance
En 2022 sort l'album Aura aime Murat, hommage collectif d'artistes de la région Auvergne-Rhône-Alpes.
Le 25 Mai 2024, la Coopérative de mai organise une soirée hommage à Clermont-Ferrand, dans une salle pleine, avec Nicola Sirkis, JP Nataf, Jeanne Cherhal, Florent Marchet, Alex Beaupain... Un reportage de 52 minutes est diffusé sur France 3 en décembre 2024 sur la soirée.
Les Victoires de la Musique lui rendent hommage en février 2024 : Raphaël Haroche chante Si je devais manquer de toi. Il figure également dans l'hommage aux disparus de l'année à la cérémonie des Césars en tant qu'acteur, et compositeur de musique de films.
Mylène Farmer diffuse le clip Regrets, son duo avec lui, sur l'ensemble de sa tournée 2023- 2024, soit un public de 600 000 personnes. 
Un spectacle est joué deux soirs en novembre 2024 à la maison de la poésie, notamment avec  les écrivains Grégoire Bouillier et Eric Reinhardt.
Des admirateurs se réunissent depuis 2023 fin juin pour un « week-end Murat » à Clermont-Ferrand où des artistes établis et la scène locale et régionale tiennent à venir lui rendre hommage (La Féline, Le Flegmatic...). En 2024, une souscription est lancée afin qu'une plaque soit déposée au col de la Croix Morand pour rendre hommage à la chanson, sur la terrasse du restaurant.
Plusieurs Tribute bands voient également le jour.
Plusieurs livres sont parus en 2024 : Les jours du jaguar de Pierre Andrieu, Le lien défait  de Franck Vergeade (rédacteur en chef des inrocks) et Foule romaine d'Antoine Couder.
Enfin, une « rue Jean-Louis Murat » est créé sur proposition du maire de Clermont-Ferrand.

## Discographie

### Albums studio
- 1982 : Murat
- 1984 : Passions privées
- 1989 : Cheyenne Autumn
- 1991 : Le Manteau de pluie
- 1993 : Vénus
- 1996 : Dolorès
- 1999 : Mustango
- 2001 : Madame Deshoulières (avec Isabelle Huppert)
- 2002 : Le Moujik et sa femme
- 2003 : Lilith
- 2004 : A Bird on a Poire
- 2005 : Москва
- 2005 : 1829
- 2006 : Taormina
- 2007 : Charles et Léo
- 2008 : Tristan
- 2009 : Le Cours ordinaire des choses
- 2011 : Grand Lièvre
- 2013 : Toboggan
- 2014 : Babel (accompagné par The Delano Orchestra)
- 2016 : Morituri
- 2017 : Travaux sur la N89
- 2018 : Il Francese
- 2020 : Baby Love
- 2021 : Baby Love DC
- 2021 : La Vraie Vie de Buck John

### Albums en public
- 1995 : Murat Live
- 1998 : Live in Dolorès[N 4]
- 2000 : Muragostang
- 2015 : Jean-Louis Murat et The Delano Orchestra Live aux [PIAS] Nites
- 2019 : Innamorato
- 2024 : Parfum d'acacia au jardin

## Distinctions
Le ministère de la Culture mentionne sa nomination au titre de chevalier des Arts et des Lettres.